# De Vliegende Fietsen
De Vliegende Fietsen is een interactieve draaimolen in de Plopsa-parken: Plopsaland Belgium (Adinkerke, België), Plopsaland Ardennes (Stavelot, België), Plopsa Station Antwerp (Antwerpen, België), Plopsa Indoor Hasselt (Hasselt, Belgïe) en Plopsa Indoor Coevorden (Coevorden, Nederland).

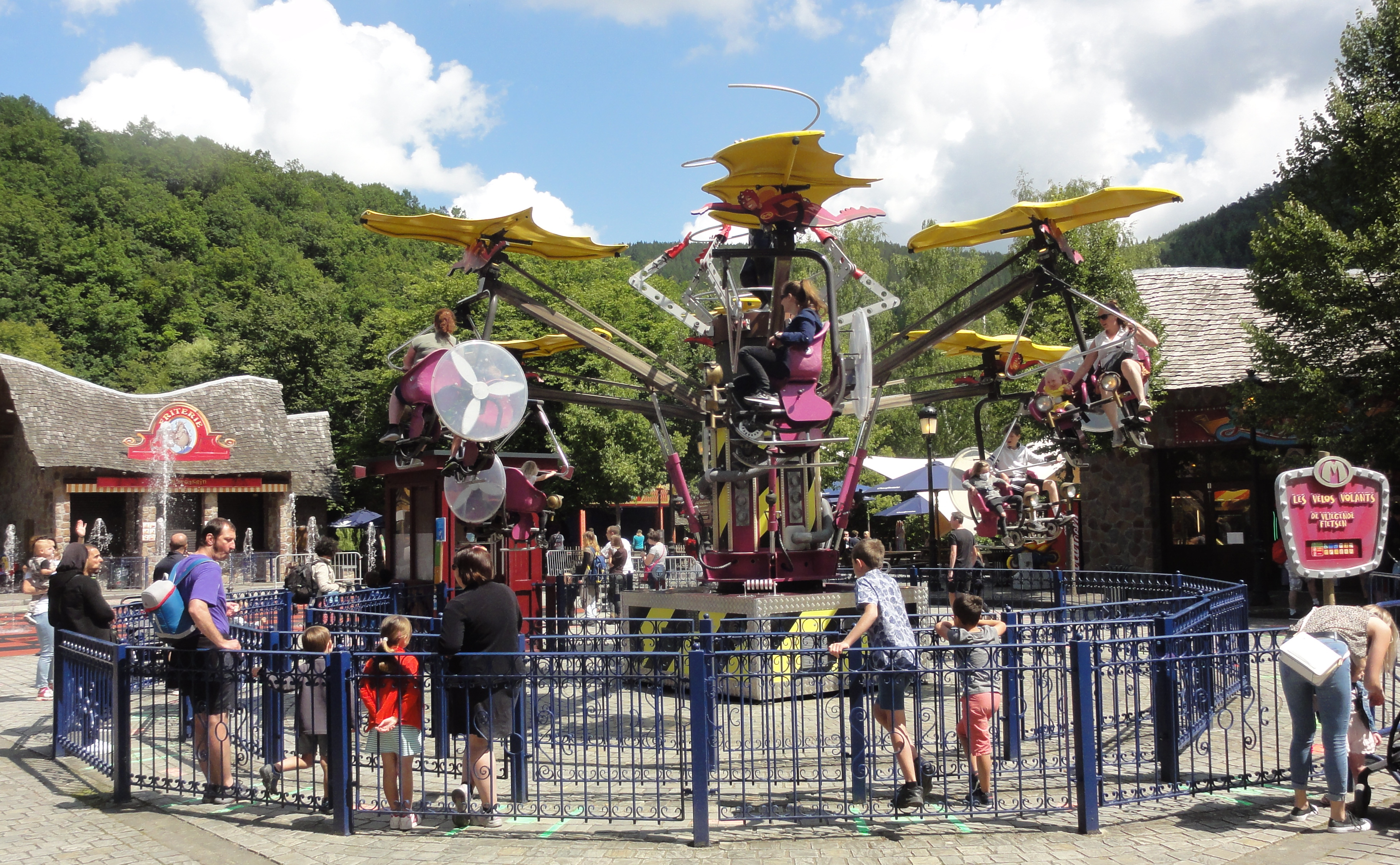
De Vliegende Fietsen in Plopsa Coo.

De attractie is van het type Magic Bikes en gemaakt door de Italiaanse fabrikant Zamperla.
Bezoekers nemen plaats in een van de zes 'vliegende fietsen'. Tijdens de rit kunnen ze trappen met de pedalen om zo in de lucht te gaan.
De attractie is gethematiseerd naar Mega Mindy, een programma van Studio 100, de eigenaars van Plopsa.

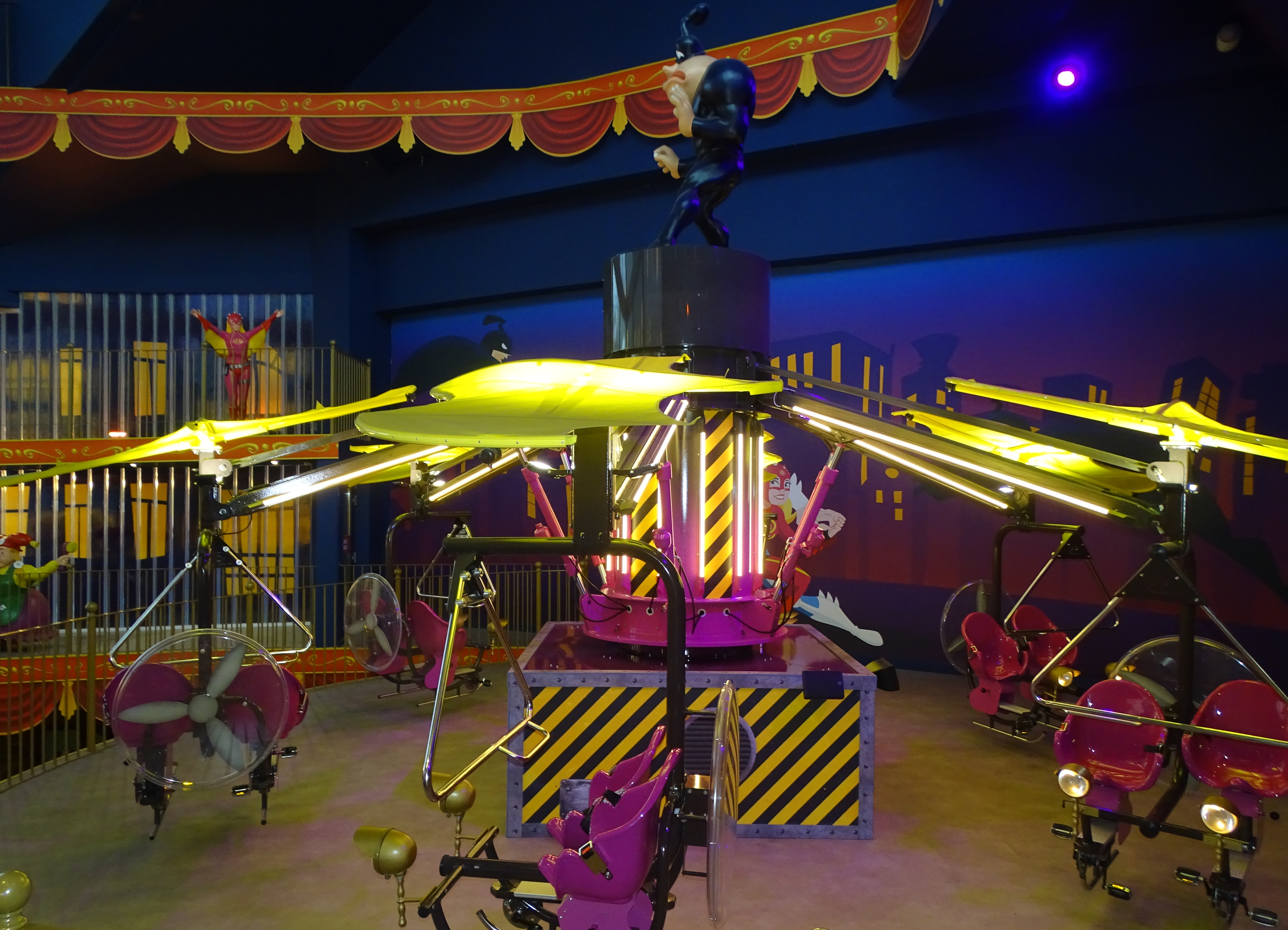
De Vliegende Fietsen in Plopsa Station Antwerp.

## Andere versies
In het Duitse Holiday Park staat een zelfde type attractie, echter heeft deze een Maya de Bij thema en heet deze Schmetterlingsflug (De Vlindervlucht).
In Majaland Kownaty en Majaland Warsaw (Polen) heet de attractie Szkoła Latania (Vliegschool).